# Atletica leggera ai Giochi della IV Olimpiade - 200 metri piani

## L'eccellenza mondiale
| Record olimpico: Parigi 1900 | 22"2       | Walter Tewksbury | Rit. 1901 |
| Miglior europeo in attività  | 22"1y 1907 | Patrick Roche    | Presente  |
| Primatista mond. stagionale  | 22"1y      | Harold Huff      | Presente  |

Tra maggio e giugno gli statunitensi disputano le prime selezioni olimpiche, in tre luoghi diversi. Sulle 220 iarde in rettilineo (distanza tradizionale negli USA) i vincitori di questa storica prima edizione sono:
- Est: Nate Cartmell con 21"8;
- Centro: William Hamilton con 22"4;
- Ovest: Peter Gerhardt con 22"4.

## La gara
Nei turni eliminatori il canadese Bobby Kerr eguaglia il record olimpico con 22"2.
In finale tutti si aspettano la riscossa dei favoriti americani. Kerr gioca d'anticipo: parte a razzo e si presenta davanti a tutti all'uscita della curva; sul rettilineo Cloughen lo affianca, ma non riesce a superarlo. Lo statunitense si butta invano sul filo di lana.

## Risultati

### Turni eliminatori
| 15 batterie  | 21 luglio | 43 partenti   | Si qualificano solo i vincitori. |
| 4 semifinali | 22 luglio | 4 + 4 + 4 + 3 | Si qualificano i primi.          |
| Finale       | 23 luglio | 4 concorrenti |                                  |

### Batterie
1ª Batteria
| Pos. | Atleta       | Nazione     | Tempo ufficiale | Tempo ufficioso |
| ---- | ------------ | ----------- | --------------- | --------------- |
| 1    | Jack George  | Regno Unito | 23"4            |                 |
| 2    | Victor Henny | Paesi Bassi |                 | 24"6            |

2ª Batteria
| Pos. | Atleta           | Nazione     | Tempo ufficiale | Tempo ufficioso |
| ---- | ---------------- | ----------- | --------------- | --------------- |
| 1    | Harry Huff       | Stati Uniti | 22"8            |                 |
| 2    | Eddie Duffy      | Sudafrica   |                 | 23"2            |
| 3    | Henk van der Wal | Paesi Bassi | n/d             | n/d             |
| 4    | Knut Stenborg    | Svezia      | n/d             | n/d             |

3ª Batteria
| Pos. | Atleta           | Nazione     | Tempo ufficiale | Tempo ufficioso |
| ---- | ---------------- | ----------- | --------------- | --------------- |
| 1    | Patrick Roche    | Regno Unito | 22"8            |                 |
| 2    | Lawson Robertson | Stati Uniti |                 | 23"0            |
| 3    | Frank Lukeman    | Canada      | n/d             | n/d             |
| 4    | Evert Koops      | Paesi Bassi | n/d             | n/d             |

4ª Batteria
| Pos. | Atleta          | Nazione     | Tempo ufficiale | Tempo ufficioso |
| ---- | --------------- | ----------- | --------------- | --------------- |
| 1    | Nate Cartmell   | Stati Uniti | 23"0            |                 |
| 2    | Vilmos Rácz     | Ungheria    |                 | 23"3            |
| 3    | Ragnar Stenberg | Finlandia   | n/d             | n/d             |

5ª Batteria
| Pos. | Atleta        | Nazione     | Tempo ufficiale | Tempo ufficioso |
| ---- | ------------- | ----------- | --------------- | --------------- |
| 1    | Géo Malfait   | Francia     | 22"6            |                 |
| 2    | Robert Duncan | Regno Unito |                 | 23"3            |

6ª Batteria
| Pos. | Atleta                | Nazione     | Tempo ufficiale | Tempo ufficioso |
| ---- | --------------------- | ----------- | --------------- | --------------- |
| 1    | Sven Låftman          | Svezia      | 23"8            |                 |
| 2    | Frigyes Wiesner-Mezei | Ungheria    |                 | 24"0            |
| 3    | Ernestus Greven       | Paesi Bassi | n/d             | n/d             |

7ª Batteria
| Pos. | Atleta         | Nazione  | Tempo ufficiale | Tempo ufficioso |
| ---- | -------------- | -------- | --------------- | --------------- |
| 1    | Károly Radóczy | Ungheria | [ 1 ]           |                 |

8ª Batteria
| Pos. | Atleta          | Nazione     | Tempo ufficiale | Tempo ufficioso |
| ---- | --------------- | ----------- | --------------- | --------------- |
| 1    | Robert Cloughen | Stati Uniti | 23"4            |                 |
| 2    | Umberto Barozzi | Italia      |                 | 24"1            |

9ª Batteria
| Pos. | Atleta              | Nazione     | Tempo ufficiale | Tempo ufficioso |
| ---- | ------------------- | ----------- | --------------- | --------------- |
| 1    | Samuel Hurdsfield   | Regno Unito | 23"6            |                 |
| 2    | Mikhail Paskhalidis | Grecia      |                 | 24"0            |

10ª Batteria
| Pos. | Atleta          | Nazione     | Tempo ufficiale | Tempo ufficioso |
| ---- | --------------- | ----------- | --------------- | --------------- |
| 1    | Bill Hamilton   | Stati Uniti | 22"4            |                 |
| 2    | Lou Sebert      | Canada      |                 | 22"8            |
| 3    | Henry Pankhurst | Regno Unito | n/d             | n/d             |
| 4    | Pál Simon       | Ungheria    | n/d             | n/d             |
| 5    | Fernand Halbart | Belgio      | n/d             | n/d             |

11ª Batteria
| Pos. | Atleta           | Nazione     | Tempo ufficiale | Tempo ufficioso |
| ---- | ---------------- | ----------- | --------------- | --------------- |
| 1    | Bobby Kerr       | Canada      | 22"2            |                 |
| 2    | Willie May       | Stati Uniti |                 | 22"7            |
| 3    | James Stark      | Regno Unito | n/d             | n/d             |
| 4    | Knut Lindberg    | Svezia      | n/d             | n/d             |
| 5    | Emilio Brambilla | Italia      | n/d             | n/d             |

12ª Batteria
| Pos. | Atleta            | Nazione     | Tempo ufficiale | Tempo ufficioso |
| ---- | ----------------- | ----------- | --------------- | --------------- |
| 1    | Nathaniel Sherman | Stati Uniti | 22"8            |                 |
| 2    | Jack Morton       | Regno Unito |                 | 23"1            |
| 3    | Edi Schönecker    | Austria     | n/d             | n/d             |
| 4    | Cornelis den Held | Paesi Bassi | n/d             | n/d             |

13ª Batteria
| Pos. | Atleta          | Nazione     | Tempo ufficiale | Tempo ufficioso |
| ---- | --------------- | ----------- | --------------- | --------------- |
| 1    | Lionel Reed     | Regno Unito | 23"2            |                 |
| 2    | Arthur Hoffmann | Germania    |                 | 23"5            |

14ª Batteria
| Pos. | Atleta           | Nazione  | Tempo ufficiale | Tempo ufficioso |
| ---- | ---------------- | -------- | --------------- | --------------- |
| 1    | Oscar Guttormsen | Norvegia | [ 1 ]           |                 |

15ª Batteria
| Pos. | Atleta           | Nazione     | Tempo ufficiale | Tempo ufficioso |
| ---- | ---------------- | ----------- | --------------- | --------------- |
| 1    | George Hawkins   | Regno Unito | 22"8            |                 |
| 2    | Henri Meslot     | Francia     |                 | 23"2            |
| 3    | Jacobus Hoogveld | Paesi Bassi | n/d             | n/d             |

### Semifinali
1a Semifinale
| Pos. | Atleta           | Nazione     | Tempo ufficiale | Tempo ufficioso |
| ---- | ---------------- | ----------- | --------------- | --------------- |
| 1    | Bobby Kerr       | Canada      | 22"6            |                 |
| 2    | Bill Hamilton    | Stati Uniti |                 | 22"7            |
| 3    | Károly Radóczy   | Ungheria    |                 | 22"8            |
| 4    | Oscar Guttormsen | Norvegia    | n/d             | n/d             |

2a Semifinale
| Pos. | Atleta            | Nazione     | Tempo ufficiale | Tempo ufficioso |
| ---- | ----------------- | ----------- | --------------- | --------------- |
| 1    | Nate Cartmell     | Stati Uniti | 22"6            |                 |
| 2    | Nathaniel Sherman | Stati Uniti |                 | 22"9            |
| 3    | Harry Huff        | Stati Uniti |                 | 23"0            |
| 4    | Sven Låftman      | Svezia      | dns             | dns             |

3a Semifinale
| Pos. | Atleta            | Nazione     | Tempo ufficiale | Tempo ufficioso |
| ---- | ----------------- | ----------- | --------------- | --------------- |
| 1    | Robert Cloughen   | Stati Uniti | 22"6            |                 |
| 2    | Lionel Reed       | Regno Unito |                 | 22"8            |
| 3    | Jack George       | Regno Unito | n/d             | n/d             |
| 4    | Samuel Hurdsfield | Regno Unito | n/d             | n/d             |

4a Semifinale
| Pos. | Atleta         | Nazione     | Tempo ufficiale | Tempo ufficioso |
| ---- | -------------- | ----------- | --------------- | --------------- |
| 1    | George Hawkins | Regno Unito | 22"6            |                 |
| 2    | Patrick Roche  | Regno Unito |                 | 22"6            |
| 3    | Géo Malfait    | Francia     | n/d             | n/d             |

### Finale
| Pos.    | Nazione     | Atleta          | Età | Tempo ufficiale | Tempo ufficioso |
| ------- | ----------- | --------------- | --- | --------------- | --------------- |
| Oro     | Canada      | Bobby Kerr      | 26  | 22"6            |                 |
| Argento | Stati Uniti | Robert Cloughen | 19  |                 | 22"6            |
| Bronzo  | Stati Uniti | Nate Cartmell   | 25  |                 | 22"7            |
| 4       | Regno Unito | George Hawkins  | 25  |                 | 22"8            |